# Módulo de segurança de hardware

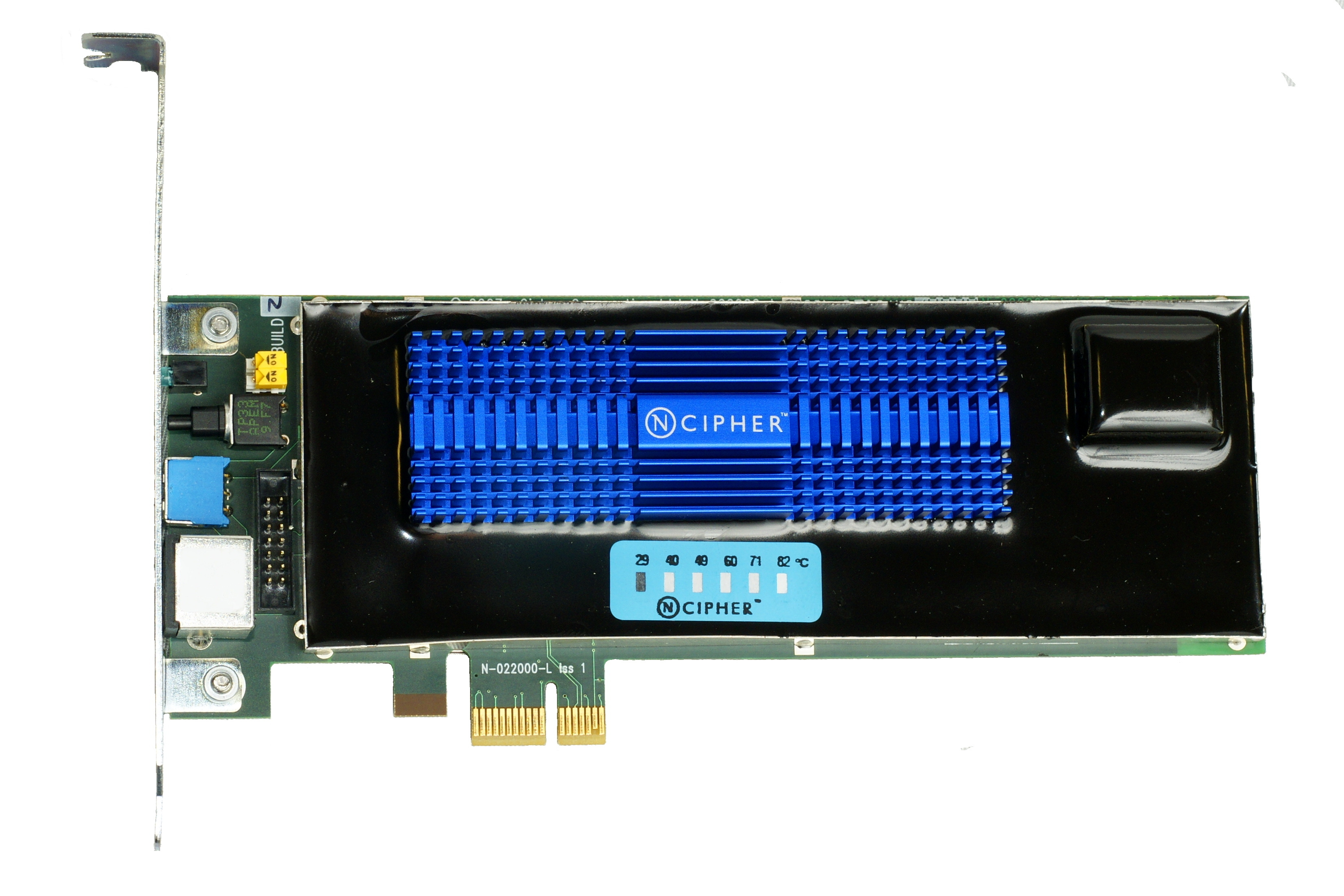
Um HSM nCipher nShield F3.

Um módulo de segurança de hardware, cuja sigla é HSM (do inglês Hardware Security Module), é um dispositivo físico de computação especificamente criado para proteger o ciclo de vida de chaves criptográficas, realizando funções de encriptação e decriptação para assinatura digital. Um HSM contém um ou mais processadores criptográficos dedicados e geralmente se apresentam na forma de uma placa plug-in ou um dispositivo externo que se conecta diretamente a um computador ou servidor.